# Elena Zamolodčikova
Elena Michajlovna Zamolodčikova (in russo Елена Михайловна Замолодчикова?; Mosca, 19 settembre 1982) è un'ex ginnasta russa.

## Biografia
Ha iniziato a praticare ginnastica all'età di sei anni. Ha debuttato nel 1999 ai Campionati Mondiali di Tianjin, vincendo l'oro nel volteggio, l'argento con la squadra e il bronzo nel concorso generale individuale. Ha partecipato ai Giochi olimpici di Sydney 2000 e a quelli di Atene 2004. 

### Olimpiadi del 2000
Zamolodčikova fu selezionata per essere un membro del team russo di ginnastica artistica per i giochi olimpici di Sydney del 2000, dove si aggiudicò tre medaglie, due d'oro e una d'argento. Nonostante inizialmente non si fosse qualificata per le finali, ottenne un posto in seguito al ritiro delle ginnaste Elena Produnova e Svetlana Chorkina.